# Delta Serpentis

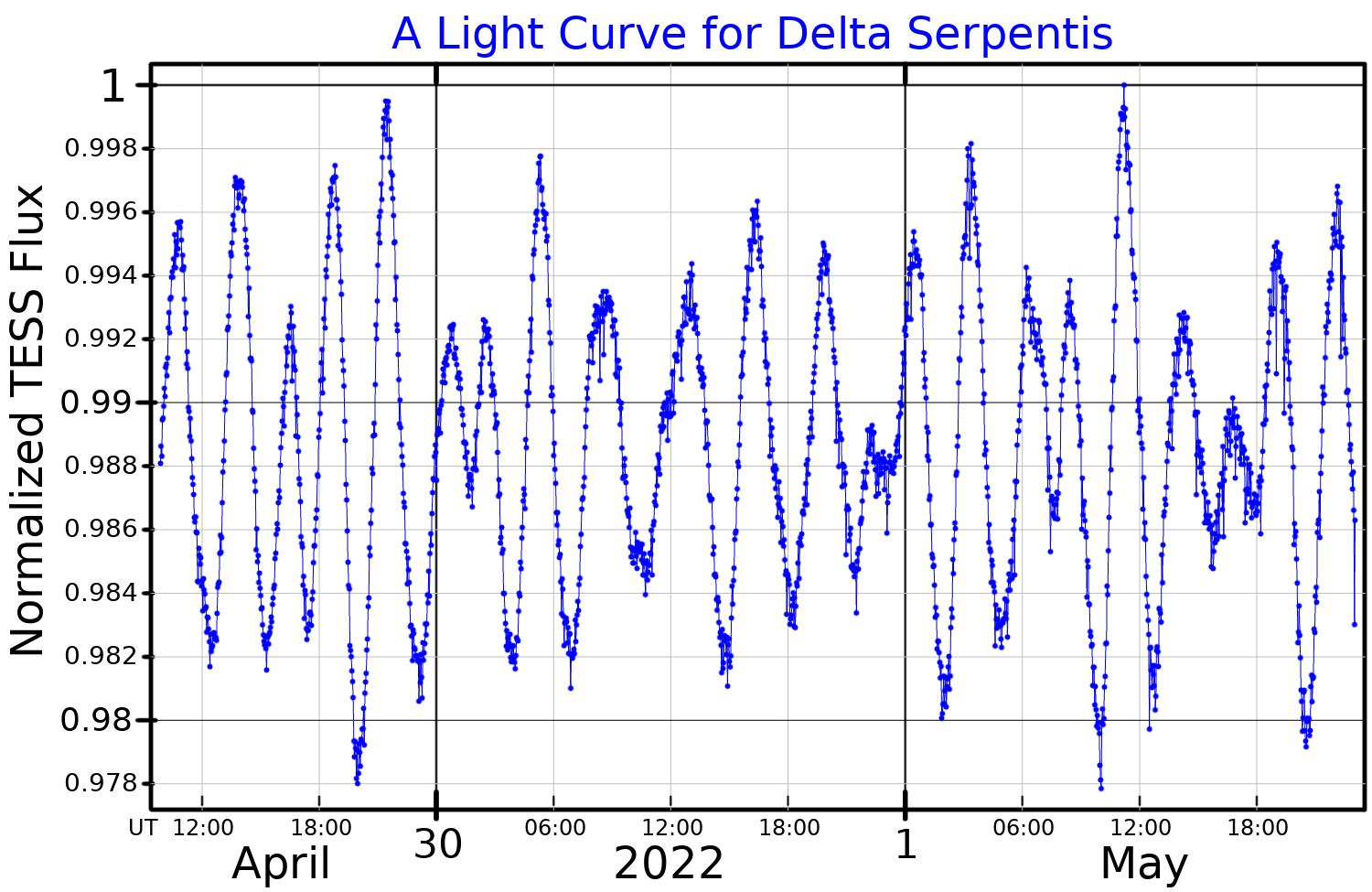

Delta Serpentis (δ Ser / 13 Serpentis / HD 138917J) es un sistema estelar en la constelación de Serpens, situado en Serpens Caput, la cabeza de la serpiente. Sin nombre propio habitual, a veces ha sido llamado Qin o Chin, del chino mandarín 秦朝, Qín Cháo, en referencia a la dinastía Qin. Se encuentra a unos 210 años luz de distancia del sistema solar.
Aunque a simple vista Delta Serpentis se ve como una estrella de magnitud aparente +3,8, observada a través del telescopio aparece como una estrella binaria cuyas componentes están separadas 3,9 segundos de arco, formando un conjunto similar a Porrima (γ Virginis). Ambas estrellas están catalogadas como subgigantes blancas de tipo espectral F0IV. La más brillante de las dos, δ Serpentis A, tiene una temperatura de 7550 K y una luminosidad 71 veces mayor que la del Sol. La otra componente, δ Serpentis B, es 26 veces más luminosa que el Sol. Sus radios respectivos son 5 y 3 veces más grandes que el radio solar, y sus masas son 2,4 y 2,1 veces mayores que la del Sol.
Con una edad aproximada de 800 millones de años, ambas están a punto de convertirse en estrellas gigantes y, siendo la componente A más masiva, ha avanzado más en su evolución, habiendo terminado la fusión de hidrógeno en su núcleo. Esta es una variable Delta Scuti, con una variación en su brillo de apenas 0,04 magnitudes con varios períodos de 3,04 y 3,74 horas. La separación real entre ambas componentes es de 375 UA con un período orbital de unos 3200 años, si bien el cálculo de la órbita es prematuro dado el lento movimiento orbital.
Visualmente a 66 segundos de arco se encuentra otra estrella binaria muy tenue (magnitud 14) que puede estar físicamente relacionada con Delta Serpentis.